# Amt Am Schmollensee

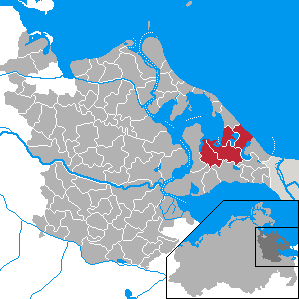
Amt Am Schmollensee im Landkreis Ostvorpommern

Im Amt Am Schmollensee im ehemaligen Landkreis Ostvorpommern in Mecklenburg-Vorpommern, das seit 1992 existierte, waren die fünf Gemeinden Bansin, Benz, Mellenthin, Neppermin und Pudagla zur Erledigung ihrer Verwaltungsgeschäfte zusammengeschlossen. Der Verwaltungssitz befand sich in Bansin. Am 22. Mai 2004 wurde Neppermin nach Benz eingemeindet.
Das Amt Am Schmollensee wurde am 1. Januar 2005 aufgelöst und mit den ebenfalls aufgelösten Ämtern Ahlbeck bis Stettiner Haff und Insel Usedom-Mitte in das bestehende Amt Usedom-Süd eingegliedert. Die bis dahin selbständige Gemeinde Bansin wurde mit Ahlbeck und der vormals amtsfreien Gemeinde Heringsdorf zur amtsfreien Gemeinde Dreikaiserbäder vereinigt, die seit dem 1. Januar 2006 den Namen Heringsdorf trägt.